# Durics Hilmi Huszein
Durics Hilmi Huszein (Bosanska Krupa, 1887. november 11.  – Budapest, 1940. február 4.) bosnyák származású muszlim vallási vezető, budai főmufti.

## Származása, fiatalsága
Durics Hilmi Huszein 1887. november 11-én született a boszniai Bosanska Krupa városában, ahol az édesapja volt a polgármester. A helyi Korán-iskolát, a Darul Muallimínt végezte el, majd Kairóban és Isztambulban is tanult. Törökül anyanyelvi szinten, arabul jól beszélt. 1910-ben múzeumi irattári igazgató lett belőle.

## Katonai karrierje
1914-ben besorozták az Osztrák–Magyar Monarchia hadseregébe, ahol az összes muszlim katona hadi imámja vált belőle. 1915-ben a szabácsi csatában tüdőlövést kapott. Mintegy száz bosnyák és albán muszlim katona vezetőjeként 1920-ban csatlakozott a „Rongyos Gárdához”, mely elérte Sopron és környékének megmaradását Magyarországnak. 
Önkéntesei összeütközésbe kerültek a helyi lakossággal, ugyanis a bosnyákok fosztogatásba fogtak Ágfalván, amit Maderspach Viktor, a felkelők egyik parancsnoka akadályozott meg.

### Kitüntetései
- Koronás Arany Érdemkereszt, a vitézségi érem szalagján,
- Károly Csapatkereszt,
- Osztrák-Magyar Vöröskereszt Bronz Díszérme,
- 1908. évi Bosznia-Hercegovinai Emlékérem,
- Lajtabánsági Bronz Emlékérem,
- Az Albán Királyi Skander bég Rend parancsnoki fokozata a gyémántos csillaggal.

Számos egyéb polgári elismerés birtokosa, számos egyesület, társaság elnöke és tagja.

## A magyar közéletben
1927-ben Kecskeméten kapott magyar állampolgárságot. Munkája révén 1931-től megindult az iszlám hitélet Budán. Ekkor merült fel először komolyan a Gül Baba türbéje mellé tervezett iszlám centrum megépítésének terve. Minderről Germanus Gyula a következő szavakkal emlékezik meg: „… Indiai tartózkodásom alatt Budapesten megalakult egy magyar muszlim imagyülekezet. Tagjai többnyire bosnyákok voltak, akik felvették a magyar állampolgárságot. Szervezkedésük után Budán egyikük elénekelte az imára hívó szólamot (edhán), és ez a hír bejárta a muszlim világ sajtóját, és örömmel töltötte el a muszlim szíveket.” A Gül-Baba Magyar Mohamedán Egyházközséget azonban mindezek ellenére nem jegyezték be. 1932-ben megalakult a nem-muszlimokból is álló Gül-Baba Kultúrkomité, melynek célja épp Durics támogatása volt. Helyettese Mehmedagics Iszmail volt. Durics 1936-ban mintegy 3 millió pengőnyi adományt gyűjtött össze külföldi propaganda körútja során, de 1937-ben hazatérésekor letartóztatták.
Durics számtalan tervet dolgozott ki az iszlám megerősítésére hazánkban. Szerette volna élénkíteni a muszlim turisták beutazását. De szó volt egy „Collegium Islamaticum” létrehozásáról is.
A magyar iszlám utazó nagyköveteként járt Egyiptomban, Szíriában és Palesztinában, de Indiában is.

## Halála
Durics 1940-ben halt meg tüdőbetegségben. Sírja a budapesti Új köztemetőben található, melyhez a közelmúltban[mikor?] a Magyar Iszlám Közösség új fejfát állított.